# 圣马丹达马尼亚克
圣马丹达马尼亚克（法語：Saint-Martin-d'Armagnac，法語發音：[sɛ̃ maʁtɛ̃ daʁmaɲak]，意为“阿马尼亚克的圣马丹”）是法国热尔省的一个市镇，位于该省西部，属于孔东区。

## 地理
圣马丹达马尼亚克（43°42'50"N, 0°3'47"W）面积10.8 平方千米，位于法国奧克西塔尼大區热尔省，该省份为法国西南部内陆省份，北起顺时针与洛特-加龙省、塔恩-加龙省、上加龙省、上比利牛斯省、大西洋比利牛斯省和朗德省接壤。
与圣马丹达马尼亚克接壤的市镇（或旧市镇、城区）包括：上阿尔布拉德、科蒙、莫利谢尔、圣格里耶德、萨拉加希、索尔贝特。
圣马丹达马尼亚克的时区为UTC+01:00、UTC+02:00（夏令时）。

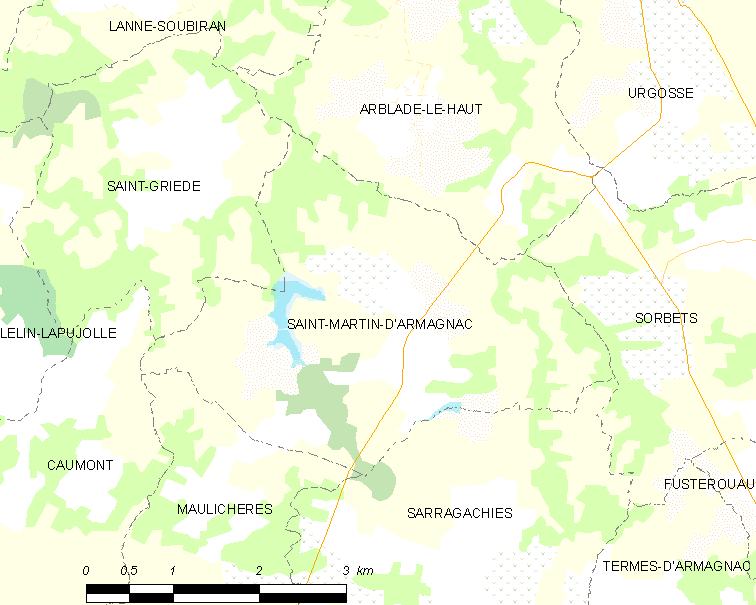
圣马丹达马尼亚克的OSM定位图

## 行政
圣马丹达马尼亚克的邮政编码为32110，INSEE市镇编码为32390。

## 政治
圣马丹达马尼亚克所属的省级选区为大下阿马尼亚克县。

## 人口

1962-2008年间圣马丹达马尼亚克人口变化图示

圣马丹达马尼亚克于2022年1月1日时的人口数量为231人。